# Districtul Ras El Aioun
Ras El Aioun este un district din provincia Batna, Algeria.